# Daifant
Daifant  (Daiphantus, Daiphantos, Δαΐφαντος) fou un militar tebà que va morir en la batalla de Mantinea (362 aC). Quan Epaminondes va ser mortalment ferit també, va preguntar successivament per Daïphantus i Iolaidas, i quan va saber que els dos havien mort, va aconsellar als beocis de fer la pau.